# Detroit Pistons 1960-1961
La stagione 1960-61 dei Detroit Pistons fu la 12ª nella NBA per la franchigia.
I Detroit Pistons arrivarono terzi nella Western Division con un record di 34-45. Nei play-off persero la semifinale di division con i Los Angeles Lakers (3-2).

## Roster
| N° | Naz.                   | Ruolo | Sportivo         | Anno | Alt. | Peso |
| -- | ---------------------- | ----- | ---------------- | ---- | ---- | ---- |
| 5  | Stati Uniti (bandiera) | G     | Willie Jones     | 1936 | 191  | 84   |
| 6  | Stati Uniti (bandiera) | A     | Shellie McMillon | 1936 | 196  | 93   |
| 9  | Stati Uniti (bandiera) | A     | Ron Johnson      | 1938 | 203  | 98   |
| 10 | Stati Uniti (bandiera) | G     | Don Ohl          | 1936 | 191  | 86   |
| 12 | Stati Uniti (bandiera) | GA    | George Lee       | 1936 | 193  | 91   |
| 14 | Stati Uniti (bandiera) | G     | Chuck Noble      | 1931 | 193  | 86   |
| 15 | Stati Uniti (bandiera) | GA    | Jackie Moreland  | 1938 | 201  | 98   |
| 16 | Stati Uniti (bandiera) | C     | Bob Ferry        | 1937 | 203  | 102  |
| 18 | Stati Uniti (bandiera) | A     | Bailey Howell    | 1937 | 201  | 95   |
| 21 | Stati Uniti (bandiera) | G     | Gene Shue        | 1931 | 188  | 77   |
| 22 | Stati Uniti (bandiera) | AC    | Archie Dees      | 1936 | 203  | 93   |
| 23 | Stati Uniti (bandiera) | C     | Walter Dukes     | 1930 | 213  | 100  |

## Staff tecnico
- Allenatore: Dick McGuire